# "山田忠治"
1. 転送 山田忠治